# 基塔 (足球运动员)
基塔（葡萄牙語：Kita，1958年1月6日—2015年10月3日），巴西前男子足球运动员，场上位置是前锋。他曾代表巴西国奥队参加1984年夏季奥林匹克运动会足球比赛，获得一枚银牌。